# 井原啓介
井原 啓介（いはら けいすけ、1948年6月15日 - 2017年3月24日）は、日本の男性俳優、声優。

## 概要
山口県出身。CLEOに所属していた。
芸能活動と並行して、新宿ゴールデン街でバー「べるじゅらっく」を経営していた。長年に渡り店を切り盛りしてきたが、体調を崩したことから、同じく俳優である麻生敬太郎に店を譲った。
2017年3月24日に死去。5月7日に東京都田町の徳純院で49日法要が執り行われた。

## 出演

### テレビドラマ
- 浅見光彦シリーズ 榎木孝明版
  - 3「佐用姫伝説殺人事件」（1996年、フジテレビ） ‐ 草間完治 役
  - 5「姫島殺人事件」（1997年、フジテレビ） - 浦本智文 役
  - 7「恐山殺人事件」（1998年、フジテレビ） - 斉藤
  - 9「斎王の葬列」（1999年、フジテレビ） - 望田
  - 11「皇女の霊柩」（2001年、フジテレビ） - 柏木克之 役
  - 13「津軽殺人事件」（2001年、フジテレビ） - 高野常則 役
  - 15「金沢殺人事件」（2003年、フジテレビ） - 友井
  - 17「秋田殺人事件」（2003年、フジテレビ） - 柏原政規 役
  - 19「ユタが愛した探偵」（2004年、フジテレビ） - 西崎里志 役
  - 21「熊本・菊池伝説殺人事件」（2005年、フジテレビ） - 井出
  - 23「日光殺人事件」（2006年、フジテレビ） - 短歌の同人
  - 25「箸墓幻想」（2007年、フジテレビ） - 石原館長 役
  - 27「竹人形殺人事件」（2007年、フジテレビ） - 野地嘉助 役
  - 28「耳なし芳一からの手紙」（2008年、フジテレビ） - 有田俊明 役
  - 30「天河伝説殺人事件」（2008年、フジテレビ） - 広田医師 役
- 京都奈良方葉の旅 殺人事件 - 父親 役
- 黛涼子推理紀行 - 刑事 役
- 本人訴訟 - 裁判長 役
- 特捜最前線
  - 死刑執行0秒前!
  - ジングルベルと銃声の街!
- 事件記者冴子の殺人スクープ（テレビ朝日） - 川村光大郎（冴子の父） 役
- 新聞記者・鶴巻吾郎2（2008年、テレビ朝日） - 和佐野繁 役
- SPEC〜警視庁公安部公安第五課 未詳事件特別対策係事件簿〜（TBS）

### 映画
- ダビデの星（教師）
- 麗霆”子MAX（なんでも屋店主）

### 舞台
- 検察官（ゴーリキー） - 病院監督 役
- 回転軸 - 大政 役
- ハッピーバースデートゥーミー
- 訪問客
- まるか桜の女たち - 根岸明美の夫 役

### テレビアニメ
- 金田一少年の事件簿（1998年、港屋寛一）
- シティーハンター 緊急生中継!? 凶悪犯冴羽獠の最期（1999年、大家綾小路[4]）

### 劇場アニメ
- 名探偵コナン 迷宮の十字路（2003年、円海）
- 名探偵コナン 銀翼の奇術師（2004年、大越、釣りの老人[要出典]）
- 名探偵コナン 水平線上の陰謀（2005年、水久保仁[5]）
- 名探偵コナン 天空の難破船（2010年、住職）

### ゲーム
- 聖なるかな -The Spirit of Eternity Sword 2-（2007年、ダラバ=ウーザ）
- 魔界戦記ディスガイア3（2008年、魔王）

### PV
- Hello, Again 〜昔からある場所〜（JUJUによるシングルカバーver.）
- アイシテル